# La Clef d'argent
Pour le film, voir La Clef d'argent (film).
La Clef d'argent est une maison d'édition associative française.
Créée le 6 mai 1987 par  Philippe Gindre et Philippe Dougnier, elle édite des romans, des recueils et des essais dans le domaine des littératures de l'imaginaire.
Son nom fait référence à une nouvelle de H. P. Lovecraft.
Parmi les auteurs publiés, on trouve Jean-Pierre Andrevon, Arthur C. Clarke, Lionel Dupuy, Jean-Pierre Favard, Neil Gaiman, Édouard Ganche, Pierre Gemme, Sylvie Huguet, Christian Jougla, Jonas Lenn, Lucile Négel, Arnauld Pontier, Timothée Rey, Alain Roussel, André-François Ruaud, Clark Ashton Smith, Céline Maltère, Pascal Malosse et Pierre Stolze.

## Orientation éditoriale
La démarche générale de La Clef d'argent s'inscrit dans celle des collections liées à l'imaginaire (fantastique, SF, fantasy) développées par les éditions Marabout dans les années 1960-1970, ou par les éditions NéO dans les années 1980. Elle vise à faire redécouvrir des auteurs anciens tombés dans l'oubli – notamment issus du domaine francophone –, et à faire découvrir des auteurs contemporains dont les œuvres atypiques peinent à intéresser les éditeurs commerciaux contemporains. Ces auteurs ont généralement pour point commun de privilégier le travail du texte, l'ambiance, à l'action ou à l'émotion, à travers des textes inclassables et novateurs Une démarche signalée en tant que telle par la critique.